# Matanuska-Susitna Borough
Matanuska-Susitna Borough is een borough in de Amerikaanse staat Alaska.
De borough heeft een landoppervlakte van 63.925 km² en telt 59.322 inwoners (volkstelling 2000). De hoofdplaats is Palmer.